# Telmatophilus balcanicus
Telmatophilus balcanicus là một loài bọ cánh cứng trong họ Cryptophagidae. Loài này được Karaman miêu tả khoa học năm 1961.